# Adam Žouželka
Adam Žouželka (* 30. Oktober 2001 in Šumperk) ist ein tschechischer American-Football-Spieler auf der Position des Runningbacks.

## Werdegang
Žouželka, der zuvor im Eishockey aktiv gewesen war, begann 2019 bei den Přerov Mammoths mit dem American Football. Bereits in seiner zweiten Saison debütierte er auf Herrenebene. Nachdem er 2021 die Mammoths mit 480 Yards und vier Touchdowns angeführt hatte, schloss er sich für die Juniorensaison den Ostrava Steelers an. Mit den Steelers erreichte er den Junior Bowl, wo sie allerdings den Prague Black Panthers unterlagen. Für seine Leistungen wurde er als ČAAF Junior MVP ausgezeichnet.
Zur ČLAF-Saison 2022 wechselte Žouželka zu den Prague Lions. Dort war er ein Leistungsträger des Teams. So führte er die tschechische Liga nach der regulären Saison mit 995 Rushing Yards und 15 Touchdowns an. Zudem fing er einen Touchdown-Pass. Im Czech Bowl war er mit 264 Rushing Yards für zwei Touchdowns maßgeblich am Gewinn der tschechischen Meisterschaft beteiligt, weshalb er nach Spielende als wertvollster Spieler des Spiels ausgezeichnet wurde. Mit den Lions unterlag Žouželka zudem den Fehérvár Enthroners im CEFL Cup. Für seine Leistungen in der tschechischen Liga wurde er im März 2023 vom tschechischen Verband als tschechischer Spieler des Jahres und Offensiv MVP ausgezeichnet.
Im August 2022 wurde Žouželka für die restliche GFL-Saison von den Potsdam Royals verpflichtet. In sechs Spielen verzeichnete er 248 Rushing Yards und fünf Touchdowns, womit er zu einer erfolgreichen Potsdamer Saison, die mit der Niederlage im German Bowl endete, beitrug. Am 29. Oktober debütierte Žouželka gegen Dänemark in der tschechischen Nationalmannschaft und war dabei mit 138 Rushing Yards und einem Touchdown auf Anhieb ein wesentlicher Bestandteil des Teams.
Zur Premierensaison der Prague Lions in der European League of Football (ELF) im Jahr 2023 unterschrieb Žouželka einen Vertrag beim Prager Franchise. Am 1. Spieltag erzielte er den ersten Touchdown der Prague Lions in der ELF.